# Індій
Індій (In) — хімічний елемент з атомним номером 49, атомна маса 114.82,  електронна  конфігурація [Kr]5s24d105p1;  група 13, 
період 5, p-блок.  Природний  елемент  складається  з  двох ізотопів з масовими числами 113 та 115 (головний). Відомі ступені окиснення +1, +2, найбільш стійкий +3. Оксиди In2O, In2O3. Гідрооксид In(ОН)3 амфотерний.
Проста речовина — індій, однойменний м'який сріблясто-білий метал — т. пл. 156,78 °С, т. кип. 2080 °С, густина 7,31 г см−3.
Стійкий на повітрі, але окиснюється при сильному нагріванні до In2O3,  розчиняється  в  кислотах,  взаємодіє  з  хлором, бромом, йодом.
За геохімічними властивостями In близький до Fe, Zn і Sn.
Головні мінерали-носії (середній вміст Індію, %): сфалерит (0,0049), халькопірит (0,0012), каситерит (0,0024), ґаленіт (0,0004).
Концентрується у високотемпературних гідротермальних поліметалічних рудах, особливо тих, що містять одночасно цинк (мідь) і олово. Розсіяний рідкісний елемент.

## Історія
Вперше індій виявили німецькі хіміки Фердинанд Райх (Ferdinand Reich) та Теодор Ріхтер (Theodore Richter) в 1863 році, проводячи спектроскопічний аналіз цинкової обманки. В 1864 році Ріхтеру вдалося виділити незначну кількість цього металу.

## Походження назви
Спектроскопічна лінія індію має колір індиго.

## Отримання
Одержують електролізом із хлоридного розчину на ртутному електроді:
{\displaystyle \mathrm {In^{3+}+3\ e^{-}\ {\xrightarrow {Hg-Elektr.}}\ In} }
Одержують Індій попутно при переробці руд кольорових металів.
Основні країни-виробники: США, Канада, Японія, Перу.
Світове виробництво індію на початку XXI ст. становить приблизно 340 т/рік.
Найбільші продуценти (2001): Китай (170 т), країни ЄС (70 т), Японія (55 т), Канада (35 т).

## Ізотопи
Природній індій складається з двох різних ізотопів. Один з них стабільний, а інший має надзвичайно довгий період розпаду.
| Масове число | Частка у природному індії | Період напіврозпаду |
| ------------ | ------------------------- | ------------------- |
| 113          | 4,29 %                    | ∞                   |
| 115          | 95,71 %                   | 4,41×1014 років     |

Загалом відомо 78 ізотопів індію з масовими числами від 97 до 135, 39 з яких — метастабільні.
З нестабільних ізотопів, що не зустрічаються в природі, найбільші періоди напіврозпаду мають In114m (49,5 днів) і In111 (2,8 днів).

## Застосування
Індій може використовуватися у вигляді компоненту м'яких припійних сплавів. Мала твердість та висока ковкість роблять його ідеальним припоєм для з'єднання деталей, що виготовлені з металів із значно відмінними коефіцієнтами теплового розширення. Також він дозволяє спаювати неметалічні матеріали, в тому числі скло та кераміку, добре підходить для пайки золота. В цілому, додавання індію в сплав, покращує його змочувальну здатність, електропровідність, пластичність та знижує температуру плавлення. Після вилучення з широкого обігу в галузі електроніки свинцю, у 2000-х роках активізувався пошук нових безсвинцевих припійних сплавів. Актуальність застосування припоїв із вмістом індію зростає, однак з огляду на його дефіцитність та високу вартість, вони все ще знаходять лише обмежене використання. Завдяки здатності індію зберігати ковкість навіть в умовах низьких температур, припої на його основі використовуються в кріогенній техніці. Загалом на сплави та припої припадає 12 % світового споживання індію.
В цілому, до технічних сфер застосування індію відносяться:
- радіотехніка і електроніка (матеріал для виробництва рідкокристалічних панелей [50% світового споживання] та фотоелементів, інфрачервоних детекторів, швидкісних транзисторів [15% споживання]);[6]
- авіаційна промисловість (покриття ілюмінаторів);[6]
- автомобілебудування (антикорозійні покриття, підшипникові мастила, юбки поршнів дизельних двигунів);
- оптика (покриття для високоякісних дзеркал та рефлекторів, які однаково гарно відбивають усі частини спектру світла та мають високу корозійну стійкість до атмосферних впливів, в тому числі застосовується для дзеркал телескопів);
- напівпровідникова техніка (акцепторна домішка до германію та кремнію);
- атомна енергетика;
- приладобудування (зокрема, як ефективний термоінтерфейс);[7]
- хімічне машинобудування (сплави, стійкі до лужної корозії);
- скляна промисловість;
- ювелірна промистовість (входить до складу «блакитного золота»);[8]
- стоматологічна техніка (компонент матеріалів для пломбування зубів);[9]

За прогнозами, попит на індій та ціни на нього продовжуватимуть зростати, завдяки постійному збільшенню споживацького попиту на рідкокристалічні панелі. При нинішніх темпах видобування, розвіданих запасів індію вистачить ще на 18 років.

## Біологічна роль
Індій не має біологічної ролі, але є дані про те, що у малих дозах він здатний стимулювати обмін речовин. В організмі більшості людей сполуки індію зустрічаються дуже рідко. Наразі відомостей про вплив цих речовин на здоров'я людини існує мало і тому ці сполуки треба розцінювати як вкрай токсичні, а при роботі з ними дотримуватися техніки безпеки.
Оскільки індій не є широко розповсюдженим в природі елементом, загрози земним або морським організмам він не становить. Однак вплив індію на довкілля ще детально не досліджувався.